# 布林 (華盛頓州)
布林（英文：Blyn），是美国华盛顿州克拉勒姆县下属的一個普查规定居民点。2000年美國人口普查時人口為162人。此地靠近史魁恩，位於史魁恩灣的灣岸。